# معركة سيدان
معركة سيدان معركة وقعت خلال الحرب الفرنسية البروسية بين الجيش البروسي والجيش الفرنسي في 1 سبتمبر 1870. أسفرت عن إلقاء القبض على الإمبراطور نابليون الثالث. كان الألمان دحروا الفرنسيين بعدة معارك فرعية صغيرة. وكانت هذه المعركة الحد الفاصل، فقد خطط بسمارك لهذه الحرب مع أركان جيشه وعلى رأسهم هيلموت فون مولتكه منذ هزيمتهم للنمسا، بينما اعتمد الفرنسيون على أمجادهم وسمعة جيشهم. وكان (مولتكه) قد قسم قواته إلى ثلاثة جيوش لتتقدم في ثلاثة محاور وتلتقي في باريس. واستخدم الألمان المخترعات الحديثة في الحرب. فالسكك الحديدية لنقل الجنود، والأسلاك البرقية لإصدار الأوامر، ووضعوا المؤن والذخيرة في كل قرية باتجاه الحدود. اتجه الجيش الفرنسي بقيادة المارشال باتريس ماكماهون ويرافقه الإمبراطور نابليون الثالث في مهمة رفع الحصار عن متز، وارتكب القائد الفرنسي ماكماهون عدة أخطاء عسكرية، كبدت جيشه خسائر فادحة، اضطرته للتراجع إلى سيدان، وهناك استطاع (مولتكه) أن يحاصر القوات الفرنسية ويسلط عليها مدافعه. ولم يستسلم الفرنسيون بسهولة، بل اشتدت المعارك وتساقط القتلى من الطرفين. وأخيراً اضطر الإمبراطور نابليون الثالث الموجود بين جنوده المحاصرين أن يأمر ضباطه برفع العلم الأبيض لإنهاء هذه المجازر، وأرسل إلى ملك بروسيا الكتاب التالي:
| معركة سيدان | بما أني لم أتمكن من الموت مع جنودي أضع سيفي على أعتاب جلالتكم. | معركة سيدان |

بلغ قتلى الفرنسيين 1700 جندي وأسر 82 ألف مع الإمبراطور. وتقدمت القوات الألمانية باتجاه باريس وحاصرتها. وأنهت هذه المعركة الإمبراطورية الثانية في فرنسا، ومهدت لقيام الاتحاد الألماني.